# Дворец Гуштаву Капанемы
Дворец Гуштаву Капанемы или Здание Министерства Образования и здравоохранения — здание в Бразилии.
Построено по проекту группы архитекторов: Лусио Косты, Карлуша Леао, Оскара Нимейера, Афонсу Эдуарду Рейди, Эрнани Васконселуша и Жоржи Макаду Морейры. Также в команду архитекторов был приглашен знаменитый Ле Корбюзье для надзора за разработкой проекта 1935—1936. Оскар Нимейер осуществлял значительную роль при создании проекта хотя на тот момент он был только стажером у Лусио Косты. Постройка здания была инициирована правительством президента Жетулиу Варгаса, началось в 1939 году и закончилось в 1943. Когда в 1960 году все государственные учреждения переезжали в новую столицу, Министерство образования осталось в своем здании в Рио, где и находится до сих пор.
Своё название дом получил в честь известного бразильского преподавателя и первого Министра образования Гуштаву Капанемы. Расположен по адресу ул Импренса 16, в округе Кастело. По мнению Ле Корбюзье здание должно было стоять на побережье залива Гуанабара, однако правительство отказалось от такого местоположения. 
Проект здания был достаточно смелым для своего времени. Это было одно из первых модернистских зданий в Латинской Америке используемых гос учреждением. Само здание как одно из первых строений построенных в своем стиле оказало большое влияние на бразильскую архитектуру и эстетику модернизма в этой стране. При отделке использовались местные материалы, например бело-голубая плитка имеющая свои корни в Португалии. Внутренний бетонный каркас здания позволил сделать из стекла оба широких фасада, а на окнах была установлена централизованная солнцезащита в виде жалюзи.

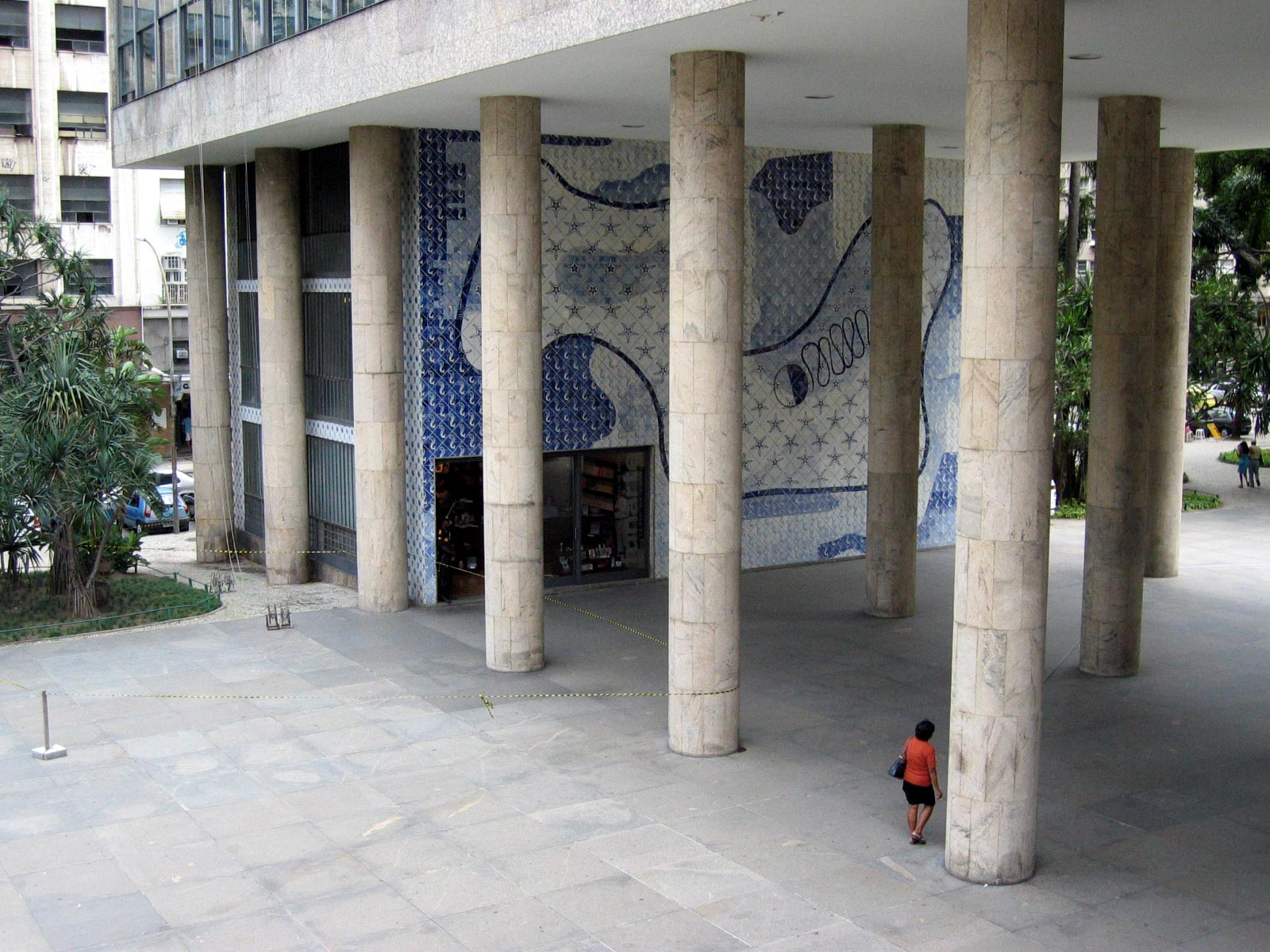
Пилоны у главного входа
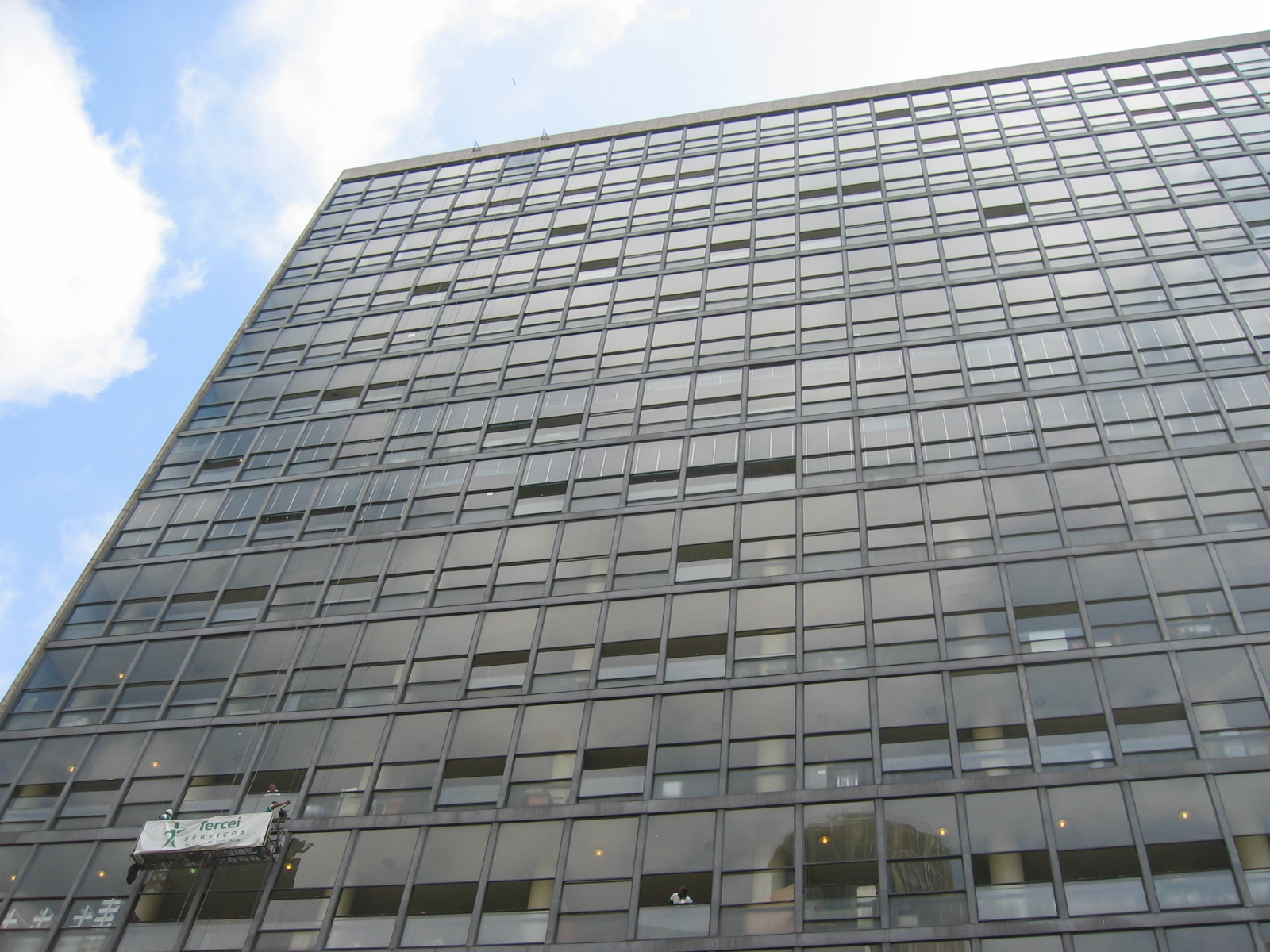
Южный фасад
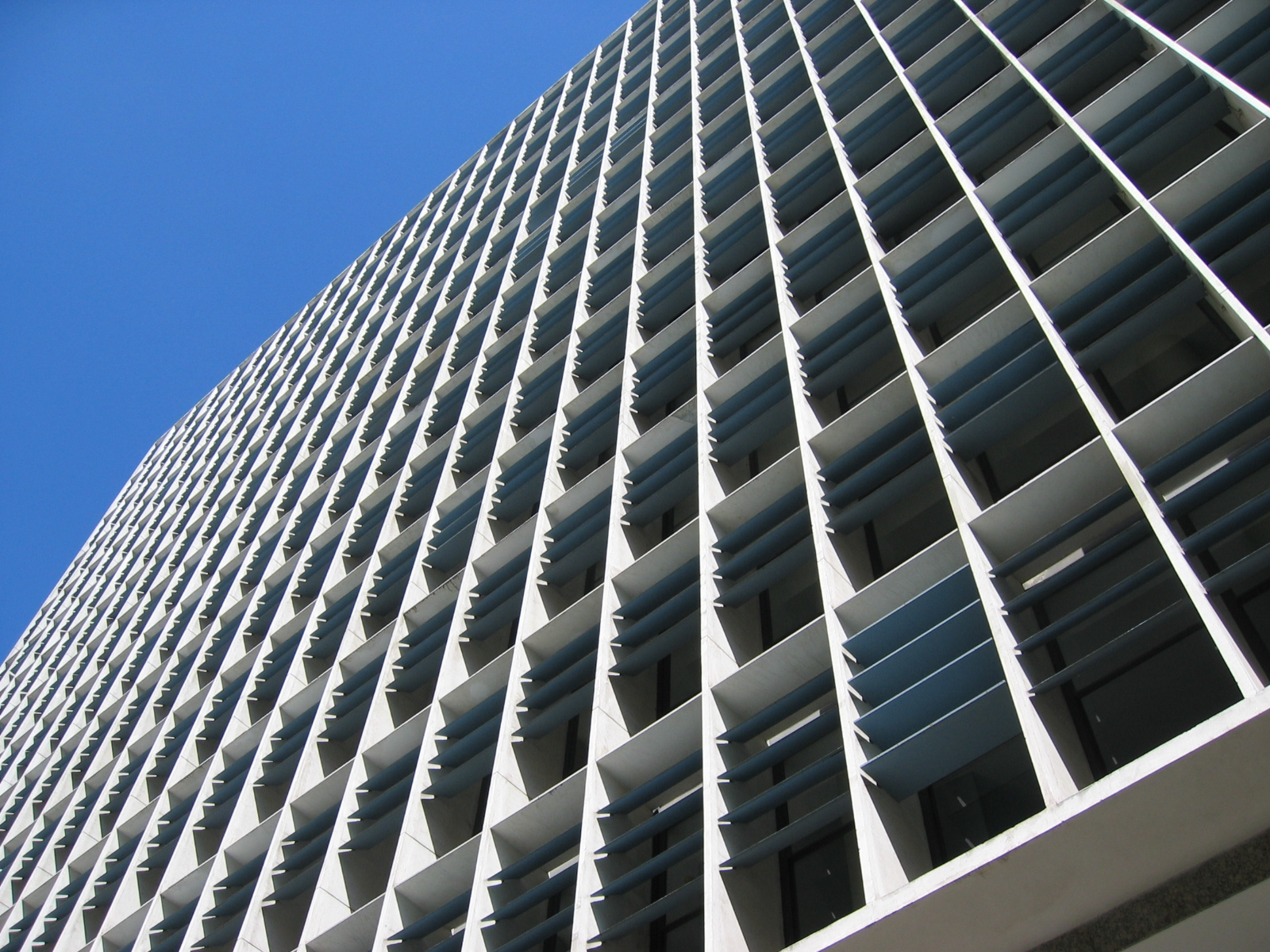
Северный фасад